# حمى متقطعة

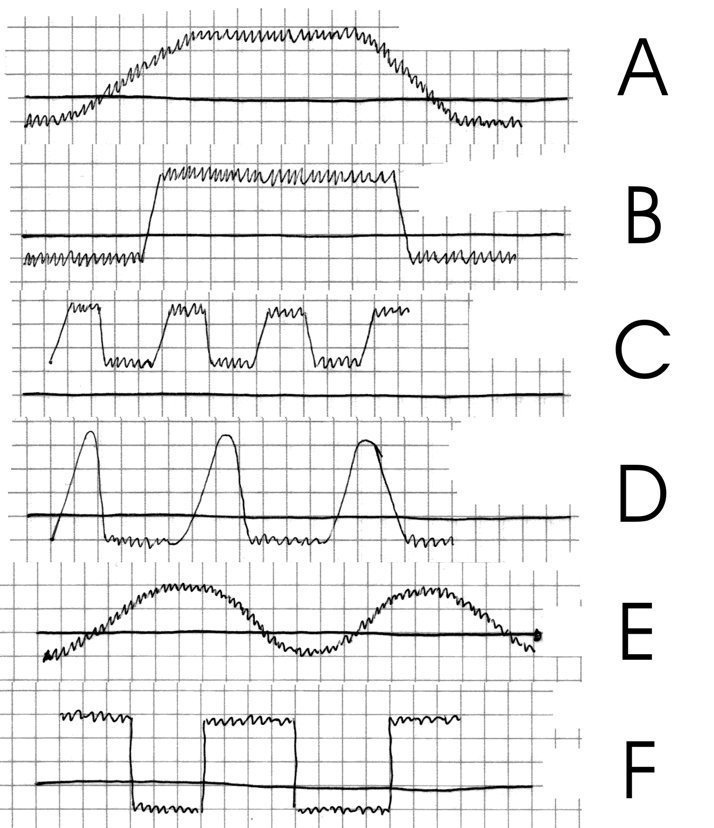
أنماط الحمى المختلفة:A= الحمى المستمرة B= حمى تستمر بشكل مفاجئ في الظهور والزوال C= الحمى المترددة D= الحمى المتقطعة E= الحمى متموجة F= الحمى الراجعة

الحمى المتقطعة هي نمط من أنماط حدوث الحمى، يتميز هذا النمط بوجود ارتفاع في درجة الحرارة لعدة ساعات، يليه فاصل من انخفاض (عودة) درجة الحرارة إلى طبيعتها. ويحدث هذا النمط من الحمى عادة أثناء الإصابة بالأمراض المعدية، ويعتمد تشخيص الحمى المتقطعة على ثالوث التشخص: السيرة المرضية، والفحص الجسمي، والفحوصات المعملية (مثل تحليل الدم، زرع الدم) والتصويرية (مثل الأشعة السينية وتخطيط الصدى الطبي والتصوير المقطعي المحوسب).

## أمثلة
تشمل أسباب الحمى المتقطعة كل مما يلي:
- الملاريا
- مرض السل
- الإنتان
- داء الليشمانيات الحشوي
- داء لايم
- حمى عضة الجرذ
- فيروس إبشتاين بار
- مرض المكورات السحائية

## الملاريا
تُعتبر الملاريا مثال شائعا على الحمى المتقطعة، وتتميز الملاريا بالأنواع التالية.

### حمى الوِرد (اليومية)
تحدث نوبات الحمى يوميًا (دورية كل 24 ساعة) لبضع ساعات، هي نموذجية في حالة الإصابة بالمتصورة النولسية.

### حمى الغب (الثلاثية)
تحدث الحمى بعد فاصل زمني مدته يومين (دورية كل 48 ساعة)، وهي نموذجية في حالة الإصابة بالمتصورة النشيطة والمتصورة البيضية.

### حمى الربع
تحدث حمى الربع بعد فاصل زمني مدته ثلاثة أيام (دورية كل 72 ساعة)، وهي نموذجية في حالة الإصابة بالمتصورة الوبالية.

## التعامل معها
تُعالج الحمى ذاتها بخوافض الحرارة (مضادات الحمى) مثل الإيبوبروفين والباراسيتامول والتي تستخدم لخفض الحرارة وتسكين آلام الجسم. إلا أن العلاج الفعلي يعتمد على علاج السبب المُسبب لحرارة، وقد تُستخدم المضادات الحيوية إذا كان السبب هو العدوى البكتيرية، أو الأدوية المضادة للملاريا في حالة الإصابة بالملاريا، مثل الكينين والكلوروكين والبريماكين.